# 인벤티오
인벤티오(Inventio) 또는 발견술은 수사학의 5대 규범 중 하나로, 서구 수사학에서 논증의 발견을 위해 사용되는 방법으로 '발명', '발견'을 의미하는 라틴어에서 유래했다. 인벤티오는 수사학의 핵심적이고 필수적인 표준이며, 전통적으로 논증에 대한 체계적인 탐색을 의미한다.:151–156
화자는 효과적인 주장을 형성하고 발전시키는 사고 과정을 시작할 때 인벤티오를 사용한다. 종종 발명 단계는 아이디어를 생성하거나 설득력 있고 설득력 있는 주장을 창출하려는 시도의 첫 번째 단계로 볼 수 있다. 고전 수사학의 다른 네 가지 표준(즉, 디스포시티오, 엘로쿠티오, 메모리아 및 프로눈티아티오)은 발명과의 상호 관계에 의존한다.

## 목적
크롤리(Crowley)와 호위(Hawhee)에 따르면, 인벤티오는 증거를 발견할 수 있는 가능한 수단을 조사하는 수사학의 한 분야이다. 이것은 연설가와 작가에게 주어진 수사학적 상황에 적합한 논증을 찾고 구성하는 데 도움이 되는 일련의 지침이나 아이디어를 제공한다.
개인 에세이, 서정적 에세이, 서사적 글쓰기 및 묘사적 글쓰기의 경우, 인벤티오 기법은 작가가 기억과 관찰에서 에세이에 깊이를 더할 수 있는 세부 사항을 이끌어내도록 돕는다.:151–156
인벤티오의 첫 번째 방향은 학생들이 글을 쓸 아이디어를 발견하고 생성하는 데 도움이 되는 발견적 절차 또는 체계적인 전략을 도출하는 것을 목표로 한다. 인벤티오의 두 번째 방향은 작가가 글에서 "목소리"를 확립하고 담론에서 개별 자아를 실현하는 방식으로 특징지어진다.:153
수사학에 대한 가장 오래된 비판 중 하나는 예술로서 고유한 주제가 없다는 것이다. 다시 말해, 웅변가는 어떤 주제에 대해서도 이야기할 수 있으며, 그의 성공은 순전히 수사적 기술의 탁월함으로 측정된다. 수사학의 이러한 측면은 플라톤이 고르기아스와 같은 소피스트 철학자들의 공허한 수사학이라고 여겼던 것을 공격한 이유 중 하나이다.
아리스토텔레스는 자신의 수사학 저작에서 이성과 수사학이 얽혀 있다고 주장함으로써 플라톤의 비난에 답했다("수사학은 변증법의 짝이다"는 그의 수사학의 첫 문장이다). 아리스토텔레스의 관점에서 변증법적 추론은 보편적인 진리를 발견하는 메커니즘이며, 수사학은 이러한 원리를 다른 사람들에게 명확히 하고 전달하는 방법이다. 그리고 효과적으로 소통하기 위해서는 웅변가가 논제를 뒷받침하는 적절한 논증을 조립할 수 있어야 한다.
따라서 인벤티오는 수사학적 실천의 체계적인 발견이다. 그리스와 로마 전통에서 수사학적 실천은 종종 논증이지만 항상 그런 것은 아니다. 아리스토텔레스뿐만 아니라 나중에 마르쿠스 툴리우스 키케로와 마르쿠스 파비우스 퀸틸리아누스와 같은 수사학 저술가들도 수사학적 인벤티오의 분야를 개발하고 형식화하는 데 상당한 주의를 기울였다. 인벤티오 내의 두 가지 중요한 개념은 토포이(topoi)와 스테이시스(stasis)였다. 다른 수사학적 문화는 "사용 가능한 수단"을 찾는 추가적인 수단을 가지고 있는 것으로 보인다. 켈트족 시학의 역사가인 로버트 그레이브스는 더 화이트 가디스에서 자신의 역사적 논증을 발명하는 방법으로 분석을 인정했으며, 마사테크족 약사인 마리아 사비나는 환각성 환각버섯이 자신의 담론의 흐름에 영향을 미쳤다고 인정했다. 철학자 자크 데리다는 인벤티오를 "타자의 발명"이라고 묘사했다.
재니스 라우어는 인벤티오가 다음을 충족해야 한다고 제안한다. (1) 다양한 글쓰기 상황에 적용할 수 있어서 특정 주제를 초월하고 학생이 내재화할 수 있어야 한다. (2) 유연한 방향을 가져서 진화하는 아이디어가 제안하는 대로 사상가가 이전 단계로 돌아가거나 흥미로운 단계로 건너뛸 수 있어야 한다. (3) 시각화, 분류, 정의, 재배열 및 분할과 같이 통찰력을 자극하는 것으로 알려진 다양한 작업에 작가를 참여시킴으로써 고도로 생성적이어야 한다.:155

## 토포이
고전 수사학에서 논증은 다양한 정보원, 즉 토포이(그리스어 '장소', 즉 "무언가를 찾을 장소")에서 얻어지며, 라틴어 이름 로키(loci)로도 불린다(참조 문학적 토포스). 토포이는 아이디어 간의 관계를 명확히 하는 데 도움이 되는 범주이다. 아리스토텔레스는 이를 "일반적인" 그룹과 "특별한" 그룹으로 나누었다.
일반적인 그룹에는 법률, 증인, 계약, 맹세, 유사성, 차이 또는 정도의 비교, 사물의 정의, 사물의 분할(예: 전체 또는 부분), 원인과 결과 및 분석, 연구 또는 문서화할 수 있는 기타 항목과 같은 범주가 있었다.
현대 작가와 학생들도 논증을 발견할 때 이러한 주제를 사용하지만, 오늘날에는 과학적 사실, 통계 및 기타 "확실한" 증거에 더 많은 강조를 둔다. 고전 수사학자들은 오늘날의 작가들이 순전히 "논리"의 영역에 속한다고 여길 수 있는 많은 탐구 분야를 보았는데, 이는 삼단논법을 개발하고 모순을 찾는 것을 동등하거나 더 중요하게 여겼다. 바바라 워닉(Barbara Warnick)은 아리스토텔레스의 수사학의 28가지 주제와 카임 페렐만과 뤼시 올브레흐츠-티테카(Lucie Olbrechts-Tyteca)의 신수사학(The New Rhetoric)의 주제 체계를 비교하여 이 시대 전반에 걸쳐 수사학의 주요 차이점을 설명했다. 예를 들어, 아리스토텔레스의 "반대자의 발언"과 "비방에 대한 응답"이라는 두 가지 주제는 모든 시민이 스스로 변호사였던 아테네 법률의 고대 토론에서 더 관련성이 있었다. 반면에 페렐만과 올브레흐츠-티테카의 체계는 말하기의 모든 세부 사항을 개괄하기보다는 포괄적이었다. 아리스토텔레스의 수사학이 주로 구두 노력을 다루었던 반면, 페렐만과 올브레흐츠-티테카의 신수사학은 서면 논증을 다루었다. 워닉에 따르면, 두 시스템의 또 다른 차이점은 아리스토텔레스가 수사학을 올바르게 수행하고 가르칠 수 있도록 수사학의 실천을 전파하는 방법으로 개발했다는 점이다. 페렐만과 올브레흐츠-티테카의 신수사학은 수사학 연구를 강조했으며, 그 실천보다는 주제 이해에 더 중점을 두었다.
특별 토포이에는 정의 또는 불의, 덕목, 선, 가치와 같은 개념이 포함되었다. 다시 말하지만, 오늘날 많은 사람들에게 다른 예술에 속하는 것으로 여겨지는 탐구 영역이지만, 그리스 시대부터 르네상스 시대까지는 수사학 연구 및 실천의 필수적인 부분으로 간주되었다.
주제(또는 토포이)는 논증을 발명하고 단일 문장으로 된 선언적 논제를 개념화하고 공식화하는 데 사용될 수 있다. 에드워드 P.J. 코베트(Edward P.J. Corbett), 로버트 코너스(Robert Connors), 리처드 P. 휴즈(Richard P. Hughes), P. 앨버트 듀하멜(P. Albert Duhamel)은 주제를 "주제를 개발할 수 있는 수단을 찾기 위해 주제를 탐색하는 방법"이라고 정의한다.:153 그들은 학생들에게 가장 유용한 네 가지 공통 주제를 제시했다: 정의, 유추, 결과, 증언. 정의는 사실이나 아이디어를 취하고 그 본질을 정확하게 식별함으로써 논제를 만드는 것을 포함한다. 그것은 항상 "그것은 무엇인가/무엇이었나?"라는 질문을 던진다. 유추는 알려진 것에서 알려지지 않은 것으로 진행하면서 둘 이상의 사물 간의 유사점이나 차이점을 발견하는 것과 관련이 있다. 그것은 항상 "그것은 무엇과 같거나 같지 않은가?"라는 질문을 던지기 때문에 비교와 대조를 조사하는 데 유용한 도구이다. 결과는 이전에 발생한 패턴에서 확률을 통해 가장 잘 확립된 원인-결과 패턴에 대한 현상 비용을 조사한다. 그것은 항상 "무엇이 그것을 유발했는가/유발하는가/유발할 것인가?"라는 질문에 답한다. 증언은 권위에 대한 호소(예: 전문가 의견, 통계 또는 법률)에 의존하며, 항상 "권위는 그것에 대해 무엇이라고 말하는가?"라는 질문에 답한다. "궁극적으로 논제 또는 논증은 실제 세계에 대해 무언가를 말해야 한다. 주제를 가르치는 것은 예시를 사용해야 하며, 각 주제를 특정 주제에 적용하고 여러 논제 진술을 제시함으로써 좋은 예시를 얻을 수 있다.":156

## 설득의 방식
아리스토텔레스는 세 가지 "설득의 방식" 또는 "호소"를 설명했다. 첫 번째는 사건의 내용(로고스)을 다루고, 두 번째는 연설가의 성격(에토스)을 다루며, 세 번째는 청중의 감정(파토스)을 다루었다. 각 설득 방식은 발명적일 수 있으며, 웅변가가 효과적인 논증을 만드는 데 도움이 된다.
아리스토텔레스가 설명하듯이, 종종 "논리적" 호소라고 불리는 로고스는 사건 자체에 있는 논증을 사용하여 청중의 이성에 호소한다. 아리스토텔레스는 로고스가 "연설 자체의 단어가 제공하는 증거 또는 명백한 증거"에 달려 있다고 썼다. 로고스 호소는 "문제가 되는 경우에 적합한 설득력 있는 논증을 통해 진실 또는 명백한 진실을 증명했을 때" 작동한다. 인벤티오는 저자가 어떻게 말할 수 있는지보다는 무엇을 말할지에 대해 다룬다는 점에서 로고스와 연결되어 있다.
아리스토텔레스는 에토스를 설득 행위 내에서 연설자의 성격에 기반한 호소로 정의했다. 나중에 로마 수사학자 키케로는 이 정의를 특정 수사적 행위 외부의 성격 요소들을 포함하도록 확장했다. 오늘날 대부분의 수사학 학자들은 두 정의를 결합하여 에토스를 수사적 상황 내부와 외부 모두의 성격으로 이해한다. 연설가들은 자신의 성격에 기반하여 논증을 만들 때 에토스 방식을 사용한다. 에토스에 의존할 때, 연설가는 개인적인 "신뢰성 또는 신용"을 사용하여 청중이 특정 주제에 대한 자신의 특정 논증을 믿도록 설득한다(Ramage 81). 예를 들어, 대통령 후보가 오랜 자선 활동 이력을 가지고 있다면, 그는 자신의 개인적인 선한 성격을 보여주는 논증을 만들어 청중에게 자신이 최고의 후보임을 설득할 것이다.
파토스는 청중의 감정에 호소하는 것을 나타낸다. 이러한 호소는 비유, 이야기, 또는 일반적인 열정을 사용하여 달성할 수 있다. 연설 전달 중에 청중의 감정에 호소하기 위해서는 연설가가 초기 발명 단계에서 청중의 감정을 먼저 고려해야 한다. 예를 들어, 대통령 후보가 가난하게 자랐고 노력과 교육을 통해 성공했다면, 후보자는 청중의 감정에 호소하기 위해 그 이야기를 연설 발명 과정에 적용해야 할 것이다. 이 이야기는 미국 문화의 흔한 "자수성가" 내러티브를 활용하며, 이는 종종 미국 유권자들의 감정에 호소한다.

## 스테이시스
수사학 학자인 토마스 O. 슬론(Thomas O. Sloane)에 따르면, 키케로는 수사학을 자신의 주장이 그럴듯하게 보이도록 하기 위해 진실이거나 진실처럼 보이는 주장을 고안하는 것이라고 묘사했다. 따라서 연설가는 효과적인 논증을 고안하기 위해 논증의 양측을 모두 논해야 한다. 슬론은 연설가가 자신의 논증의 모든 측면을 비판적으로 검토하는 것이 중요하다고 덧붙인다. 키케로식 인벤티오는 단순히 논증의 분석적 과정이다. 그러나 법 이론가로서 키케로는 흔히 스테이시스 이론(stasis theory)이라고 불리는 특정 절차를 제시했다.
스테이시스는 연설가가 연설이나 토론의 주요 쟁점과 설득력 있는 지점을 명확히 하기 위해 질문을 던지는 절차이다. 이 절차를 통해 연설가는 각 지점을 비판적으로 질문하고, 해당 사건의 본질과 청중을 설득할 수 있는 능력에 따라 각 지점의 상대적 가치를 평가할 수 있다.
스테이시스 이론을 사용하면 연설가는 설득에 탁월할 수 있도록 돕는 수많은 이점을 얻을 수 있다. 크롤리(Crowley)와 호위(Hawhee)에 따르면, 스테이시스 이론을 사용하면 다음과 같은 이점이 생길 수 있다.
- 연설가가 논쟁의 지점에 대한 자신의 생각을 명확히 할 수 있도록 한다.
- 연설가가 청중이 가지고 있는 가정과 가치를 고려할 수 있도록 한다.
- 더 많은 연구와 노력이 필요한 특정 영역을 설정한다.
- 효과적인 논증에 중요한 지점을 구별한다.
- 연설가가 자신의 논증이나 연설을 위한 효과적인 구성을 구축하도록 안내한다.

스테이시스에는 네 가지 유형이 있다. 추측적(사실 문제: 그것은/이것은 무엇인가?), 정의적(정의 문제: 그것은 무엇인가/그것의 의미는 무엇인가?), 질적(질의 문제: 그것은 얼마나 좋거나 나쁜가?), 그리고 번역적(장소 또는 절차의 문제: 이것은 그 문제를 다루기에 적절한 절차 또는 장소인가/였는가?). 예를 들어, 재산 손괴 혐의로 기소된 사람을 변호하는 변호사는 다음과 같은 질문을 던질 수 있다.
- 사실 문제: 그 사람이 그 물건을 손상시켰는가? (추측적)
- 정의 문제: 손상이 경미했는가 심각했는가? (정의적)
- 질의 문제: 그 사람이 그 물건을 손상시키는 것이 정당했는가? (질적)
- 관할권 문제: 이것은 민사 재판이 되어야 하는가 형사 재판이 되어야 하는가? (번역적)

사실 문제는 핵심적인데, 어떤 논증을 구성하는 첫 번째 단계는 진실과 거짓을 구분하는 것이기 때문이다. 당면한 논증의 용어가 합의되지 않으면 논의는 긍정적인 방향으로 나아갈 수 없다. 정보 출처를 오가며 공격하는 것은 실제 진전을 이루는 데 도움이 되지 않으므로, 견고한 정보와 증거 기반 일화만을 사용하는 것이 스테이시스를 달성하는 데 매우 중요하다.
정의 문제는 정확히 무엇이 문제의 쟁점인지, 그리고 우리의 주장에 어떤 편견이나 선입견이 있는지 정의하는 것을 의미한다. 그런 다음, 문제의 분류가 다음 초점이며, 사건의 종류와 따라서 접근해야 할 태도에 동의하는 것이다. 예를 들어, 정치적 불일치는 형사 사건과 다른 렌즈로 조사되어야 하는데, 이는 그들의 성격이 다르기 때문이다.
질의 문제는 사건의 규모, 더 넓은 영향, 그리고 아무런 조치도 취하지 않을 경우 어떤 일이 일어날지 파악하는 것을 의미한다. 이 문제가 더 큰 그림의 일부로서 중요한지 파악하는 것은 건전한 주장을 준비하는 데 핵심이며, 그것이 추구할 가치가 있는 원인인지 여부를 파악하는 데도 중요하다. 스테이시스의 질적 측면은 이 특정 문제가 주의를 기울일 필요가 있는지, 그리고 해결책에 어떤 비용이 들지 결정하는 것으로 귀결된다.
관할권 문제는 행동 계획을 수립하는 것을 의미한다. 특정 문제가 질적 범주에서 에너지 가치가 있는지 계산하는 것처럼, 여기서는 행동을 취할지 여부를 결정한다. 행동 계획에는 이 문제를 해결하는 데 어떤 종류의 사람들이 참여해야 하는지, 그리고 이 사람들이 어떤 전략을 사용할지 결정하는 것이 포함된다.

## 수사학 전통에서
인벤티오는 또한 익숙하지 않은 청중에게 아이디어와 문체적 장치를 적용하는 것을 수반한다. 수사학 학자인 존 M. 머피(John M. Murphy)는 수사학 전통이 언어 사용의 일반적인 패턴과 효과적인 논증 발명에 자원을 제공하는 공동체의 조직된 "사회적 지식"으로 구성되어 있다고 주장한다. 인벤티오는 이러한 수사학 전통이 문화적 차이 또는 상황에 걸쳐 적용될 수 있도록 한다. 머피는 웅변가가 여러 수사학 전통을 혼합하는 예시를 제공한다. 하나는 웅변가가 주로 자신을 식별하는 전통이고 다른 하나는 청중이 자신을 식별하는 전통으로, 상호 연결된 수사학 전통을 보여줌으로써 연설가와 청중을 통합한다.
키케로에게 전통 수사학은 "사고방식"이었고, 이 수사학을 얻으려면 "수사학적 인벤티오의 진정한 본성"을 명백히 드러내는 것이 필요했다. 수사학 학자인 토마스 O. 슬론은 수사학 전통에서 인벤티오가 특히 논증의 장단점을 다루는 것을 의미한다고 논의한다. 슬론은 인벤티오를 도구로 사용할 때 당면한 담론뿐만 아니라 긍정적 및 부정적 측면과 관련된 담론도 고려해야 한다고 주장한다. 더 나아가 설명하자면, "완전히 발명되지 않은 상태로 남을 것"이므로 논증의 모든 측면을 논해야 한다. 현대 수사학의 부활에 대해 슬론은 리드 웨이 다젠브룩(Reed Way Dasenbrock)과 함께 인벤티오의 이러한 장단점이 키케로 시대만큼 강조되지 않는다고 주장한다. 이러한 논증의 다른 측면에 대한 관심 부족 때문에 다젠브룩은 수사학의 부활이 "관련성이 있지만, 완전하지는 않다"고 믿는다.

## 확장과 인벤티오
확대는 수사학적 효과를 높이기 위해 단어를 풍부하게 하는 것으로 정의되는 수사학 용어이다. 이는 개념의 개발 및 진행과 관련이 있으며, 인벤티오의 주제에서 파생된다는 점에서 인벤티오와 밀접하게 관련되어 있다. 인벤티오의 주제는 특히 분할, 정의, 비교의 경우 확대의 주제로도 볼 수 있다.